# Wan’an (Shuangliu)
Wan’an (chinesisch 萬安街道 / 万安街道, Pinyin Wàn'ān Jiēdào) ist ein Straßenviertel im Nordosten des Stadtbezirks Shuangliu von Chengdu, der Hauptstadt der Provinz Sichuan, Volksrepublik China. Das Straßenviertel hat eine Fläche von 31,14 km², Ende 2020 lebten dort 80.806 Menschen.

## Geschichte
Wan’an war ursprünglich eine ländliche Gemeinde des 643, zu Beginn der Tang-Dynastie, gegründeten Kreises Huayang (华阳县). 1958 wurde die Gemeinde, ebenso wie alle anderen Gemeinden des Kreises, in eine Volkskommune (万安公社) umgewandelt. Im Zuge des Großen Sprungs nach vorn gab es um 1960 mehrere Gebietsreformen. Am 1. Juli 1965 war Wan’an eine der nun 18 Volkskommunen, die nach der Auflösung des Kreises Huayang zum westlichen Nachbarkreis Shuangliu kamen.
1981 wurde die Volkskommune aufgelöst und wieder in eine Gemeinde umgewandelt, die später zur Großgemeinde hochgestuft wurde.
Auf Antrag der Stadtbezirksregierung von Shuangliu wurde Wan’an am 25. Dezember 2019 per Beschluss der Stadtregierung von Chengdu und mit Genehmigung der Regierung von Sichuan in ein Straßenviertel umgewandelt.

## Administrative Gliederung
Wan’an setzt sich aus sieben Einwohnergemeinschaften und vier Dörfern zusammen. Diese sind:
- Einwohnergemeinschaft Chengnanpo (城南坡社区);
- Einwohnergemeinschaft Dashi (大石社区), Regierungssitz des Straßenviertels;
- Einwohnergemeinschaft Ding’anqiao (定安桥社区);
- Einwohnergemeinschaft Gaofandian (高饭店社区);
- Einwohnergemeinschaft Heyun (和韵社区);
- Einwohnergemeinschaft Lushan (麓山社区);
- Einwohnergemeinschaft Yalan (雅澜社区)
- Dorf Hanpoling (韩婆岭村);
- Dorf Kaiyuan (开元村);
- Dorf Shiqiao (石桥村);
- Dorf Shuangquan (双泉村).

## Bildung
Seit 1969 gibt es in Wan’an ein Gymnasium (万安初级中学), wo die Kinder der Volkskommune bzw. des Straßenviertels nach sechsjährigem Besuch der Grundschule die Unterstufe des Gymnasiums besuchen können. Um 2020 hatte das Gymnasium gut 800 Schüler in 15 Klassen, die von 58 Lehrern unterrichtet wurden.
Nach drei Jahren müssen die Schüler  für die Oberstufe an das ehemalige Kreisgymnasium in Straßenviertel Taiping wechseln, wo sie sich zwischen geisteswissenschaftlichem und naturwissenschaftlichem Zweig entscheiden müssen. Berühmtester Schüler des Gymnasiums Wan’an ist der Raumfahrer Ye Guangfu (1992–1995).